# Dhurkot
Dhurkot (nepalski: धुरकोत) – gaun wikas samiti w zachodniej części Nepalu w strefie Lumbini w dystrykcie Nawalparasi. Według nepalskiego spisu powszechnego z 2001 roku liczył on 864 gospodarstw domowych i 5361 mieszkańców (2674 kobiet i 2687 mężczyzn).